# Rastreo de contactos

Infografía (en inglés) acerca del rastreo de contactos

En salud pública, el rastreo de contactos es el proceso de identificación de personas que pueden haber entrado en contacto con una persona infectada ("contactos") y la posterior recopilación de información adicional sobre estos contactos. Al rastrear los contactos de las personas infectadas, hacerles pruebas de infección, aislar o tratar a las personas infectadas y rastrear sus contactos, los profesionales de salud pública tienen como objetivo reducir las infecciones en la población. Las enfermedades para las que se realiza comúnmente el rastreo de contactos incluyen tuberculosis, infecciones prevenibles con vacunas como el sarampión, infecciones de transmisión sexual como el VIH, infecciones transmitidas por la sangre, Ébola, algunas infecciones bacterianas graves e infecciones por virus nuevos (como SARS-CoV, H1N1 y SARS-CoV-2). Los objetivos del rastreo de contactos son:
- Interrumpir la transmisión en curso y reducir la propagación de una infección.
- Alertar a los contactos sobre la posibilidad de infección y ofrecer servicios preventivos o cuidados profilácticos.
- Ofrecer diagnóstico, asesoramiento y tratamiento a personas ya infectadas.
- Si la infección es tratable, ayudar a prevenir la reinfección del paciente originalmente infectado.
- Conocer la epidemiología de una enfermedad en una población en particular.

El rastreo de contactos ha sido un pilar del control de las enfermedades transmisibles en la salud pública durante décadas. La erradicación de la viruela, por ejemplo, no se logró mediante la inmunización universal, sino mediante el rastreo exhaustivo de los contactos para encontrar a todas las personas infectadas. A esto le siguió el aislamiento de las personas infectadas y la inmunización de la comunidad circundante y los contactos en riesgo de contraer viruela.
En casos de enfermedades de potencial infeccioso incierto, a veces también se realiza el rastreo de contactos para conocer las características de la enfermedad, incluida la infecciosidad. El rastreo de contactos no siempre es el método más eficaz para abordar las enfermedades infecciosas. En áreas de alta prevalencia de enfermedades, la detección o las pruebas específicas pueden ser más rentables.

## Pasos en el rastreo de contactos

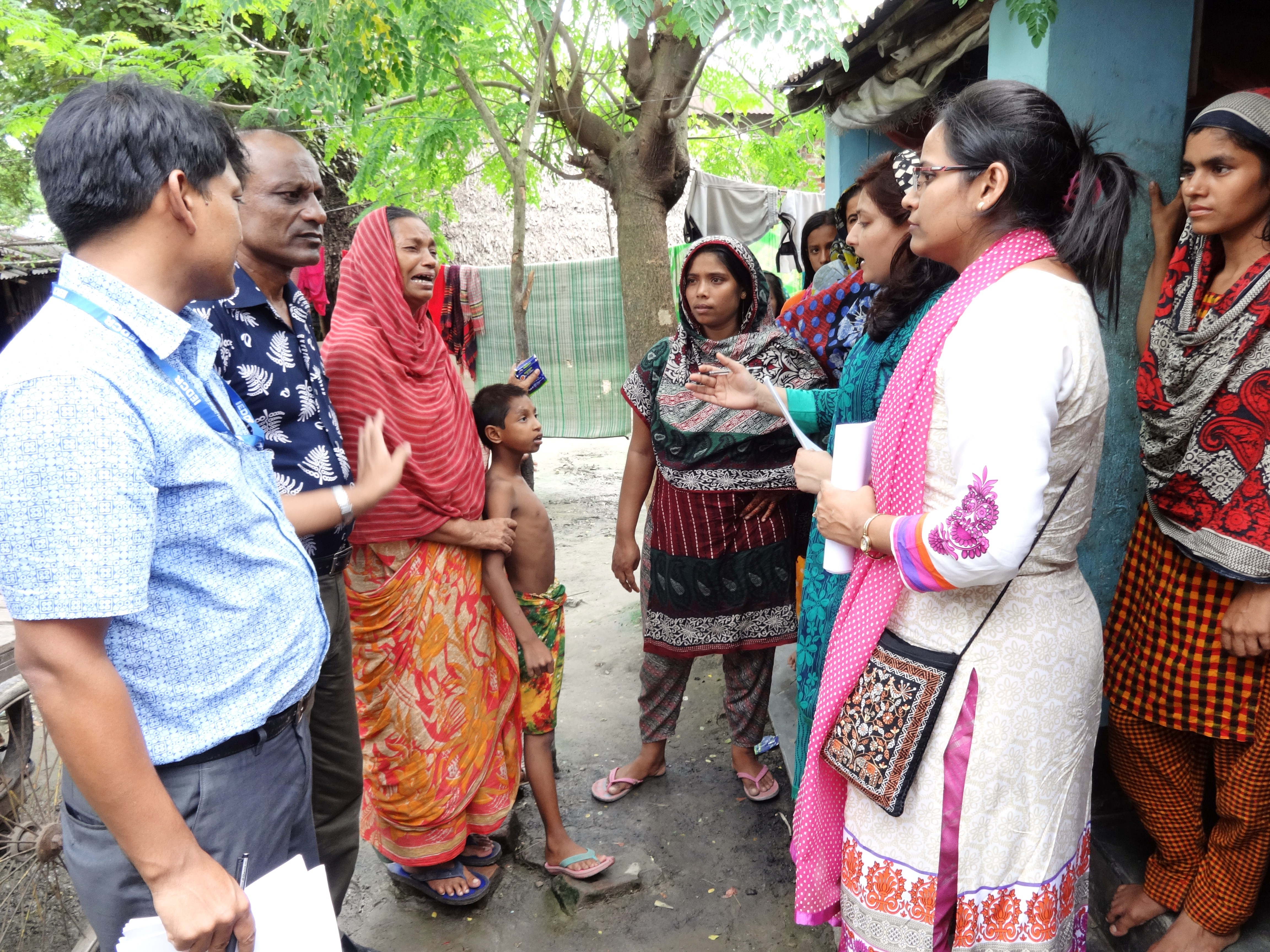
Rastreo de contactos durante un brote de cólera en Bangladés (2014): los investigadores entrevistan a la madre de un paciente

El rastreo de contactos generalmente implica los siguientes pasos:
- Se identifica a un individuo como portador de una enfermedad contagiosa (a menudo denominada caso índice). Este caso puede ser informado a los organismos de salud pública o manejado por el proveedor de atención primaria de salud.
- El caso índice es entrevistado para conocer sus movimientos, con quién ha estado en contacto cercano o quiénes han sido sus parejas sexuales.
- Dependiendo de la enfermedad y el contexto de la infección, los miembros de la familia, los proveedores de atención médica y cualquier otra persona que pueda tener conocimiento de los contactos del caso también pueden ser entrevistados.
- Una vez que se identifican los contactos, los trabajadores de salud pública se comunican con ellos para ofrecerles asesoramiento, detección, profilaxis y/o tratamiento.
- Los contactos pueden aislarse (por ejemplo, se les puede exigir que permanezcan en casa) o excluirse (por ejemplo, se les prohíbe asistir a un lugar en particular, como una escuela) si se considera necesario para el control de enfermedades.
- Si los contactos no son identificables individualmente (por ejemplo, miembros del público que asistieron al mismo lugar), se pueden emitir comunicaciones más amplias, como avisos a los medios.[1]

Aunque el rastreo de contactos se puede mejorar permitiendo que los pacientes proporcionen información, medicamentos y referencias a sus contactos, la evidencia demuestra que la participación directa de los profesionales de salud pública en la notificación es más efectiva.

## Cuestiones éticas y legales
Pueden surgir desafíos con el rastreo de contactos relacionados con cuestiones de privacidad y confidencialidad médica. Los profesionales de la salud pública a menudo son informantes obligatorios, obligados a actuar para contener una enfermedad transmisible dentro de una población más amplia y también éticamente obligados a advertir a las personas sobre su exposición. Al mismo tiempo, las personas infectadas tienen un derecho reconocido a la confidencialidad médica. Los equipos de salud pública suelen divulgar la cantidad mínima de información necesaria para lograr los objetivos del rastreo de contactos. Por ejemplo, a los contactos solo se les dice que han estado expuestos a una infección en particular, pero no se les informa de la persona que fue la fuente de la exposición.
Algunos activistas y proveedores de atención médica han expresado su preocupación de que el rastreo de contactos pueda disuadir a las personas de buscar tratamiento médico por temor a la pérdida de la confidencialidad y el posterior estigma, discriminación o abuso. Esto ha sido motivo de especial preocupación con respecto al rastreo de contactos para el VIH. Los funcionarios de salud pública han reconocido que los objetivos del rastreo de contactos deben equilibrarse con el mantenimiento de la confianza con las poblaciones vulnerables y la sensibilidad a situaciones individuales.